# ماكس لانغه
ماكس لانغه (بالألمانية: Max Lange)‏ (7 أغسطس 1832، ماغديبورغ - 8 ديسمبر 1899، لايبزيغ) كان لاعب شطرنج ألماني ومؤلف مسائل شطرنج.

## مسيرته في الشطرنج
بين أعوام 1858-64 كان لانغ محرر مجلة Deutsche Schachzeitung المتخصصة في الشطرنج، وهو مؤسس إتحادية الشطرنج لغرب ألمانيا ونظم مؤتمر الالشطرنج الألماني التاسع في لايبزيغ سنة 1894، كان ثاني رئيس لاتحادية الشطرنج الألمانية.
فاز ماكس لانغ بأربع بطولات ألمانية غربية ثلاثة في دوسيلدورف (1862، 1863،1864) وواحدة في آشين 1868 (المؤتمر الغربي السابع)، وفاز كذلك في هامبورغ 1868 (المؤتمر الأول للاتحادية الألمانية الشمالية) وصنفه الموقع الإحصائي Chessmetrics.com بأنه أحد أفضل 10 لاعبين في العالم في عقد 1860، بعد ذلك أخذ ماكس إجازة طويلة من بطولات الشطرنج من 1868 ختى ظهوره الأخير في المؤتمر الألماني الثالث في نورمبرغ 1883 أين تعادل على المراكز 17-19 وهي الأخيرة، وقد تراجعت قدرته نتيجة لغيابه الطويل وصنفه نفس الموقع في أفضل 40 إلى 50 لاعب في عقد 1880 استنادا على نتيجته هذه.

## أعماله
ألف ماكس لانغ كتابين ونشرهما:
- مرجع في مباريات الشطرنج (هال 1856) (بالألمانية Lehrbuch des Schachspiels).
- كتيب مسائل الشطرنج (لايبزيغ 1862) (بالألمانية Handbuch der Schachaufgaben).[5]

## افتتاحيات باسمه
- في دفاع الحصانين التفرع:  e5.6 Bc5 o-o.5 exd4 d4.4 Nf6 Bc4.3 Nc6 Nf3.2 e5 e4.1 يسمى هجوم ماكس لانغ.
- في لعبة فيينا التفرع:  Nf6 Nc3.2 e5 e4.1 يسمى دفاع ماكس لانغ.

## روابط خارجية
- ماكس لانغ على موقع مباريات الشطرنج (الإنجليزية)
- ماكس لانغ على موقع 365Chess.com (الإنجليزية)
- ماكس لانغ على موقع Chesstempo.com (الإنجليزية)